# Clinopodium pillichianum
Clinopodium pillichianum là một loài thực vật có hoa trong họ Hoa môi. Loài này được (J.Wagner) Govaerts mô tả khoa học đầu tiên năm 1999.